# Раду Кантакузин
Раду Кантакузин (17. март 1699 — 1761) је био румунски принц, генерал, авантуриста и претендент из XVIII века. Као најстарији син Стефана Кантакузина, војводе од Влашке 1714–1716. године, Раду је био будући владар Влашке, али су он и његова породица били приморани да побегну у изгнанство након што је војвода Стефан, вазал Османског царства, погубљен након што је откривено да је са Хабзбурзима ковао заверу против Османског царства. Настојећи да поврати своју породицу на власт у Влашкој, Раду је путовао Европом и учествовао у разним плановима да повећа свој положај, богатство и моћ. На својим путовањима сусрео се са неким од најмоћнијих и најутицајнијих људи свог времена, као што су цар Петар I Велики од Русије и краљ Фридрих II Велики од Пруске.
Од 1717. до 1745. године, принц Раду, његова мајка војвоткиња Пауна и његов млађи брат принц Константин углавном су живели у Бечу, главном граду Хабзбуршке монархије. Иако су од царске владе примали пензију и становање, два брата су то сматрала недовољним. Жалбе упућене влади само су довеле до смањења пензија. У нади да ће повећати свој углед и зарадити више новца, принц Раду је почео да преувеличава и улепшава порекло своје породице. Породица Кантакузино је тврдила да потиче од Кантакузина, утицајне и моћне племићке породице бившег Византијског царства. Проглашавајући себе директним потомком византијског цара Јована VI Кантакузина (1347–1354) и светог цара Константина I Великог (306–337), Раду је почео да делује као велики мајстор свог сопственог измишљеног витешког реда, „Свети Велики царски ред светог Ђорђа III.“ тврдио да представља легитимног великог мајстора Светог Војног Константиновог реда Светог Георгија, витешког реда са измишљеним византијским везама. Принц Раду је такође тврдио да је законити владар неколико територија на Балкану, далеко изнад оних којима је његова породица заправо владала. Његов положај велемајстора Константиновог реда можда је признао Карло VI, цар Светог римског царства 1735. године.
Године 1736. принц Раду је, на лични захтев, поверено командовање "илирског пука" војника, стационираних у Србији под хабзбуршком контролом. Принц Раду је водио ове трупе у битку у Италији током рата за пољско наслеђе. По повратку у Србију са овим трупама, принц Раду је, у пратњи свог брата принца Константина, кренуо у неуспешну и сумњиву шему да покуша да обезбеди Балкан за своју породицу, надајући се да ће принца Константина поставити на престо Србије, а себе на престо Влашке, делом подстицањем локалних побуна против Хабзбурговаца. Принц Раду је смењен са команде 1740. године, након што је оптужен за лоше управљање својим трупама. До 1744. године. бечке аристократе су почеле да сумњају у Радуове тврдње, а такође је успео да упадне у велике дугове. Гледајући на принца  Радуа као на политички и морално сумњивог због његових дугова, његових активности у Србији и давања витешких титула грађанима и трговцима у замену за новац, владари Хабзбуршке монархије, царица  Марија Терезија и цар Франц I, укинули су  принцу Радуу права на велико господарство и поништили све титуле и привилегије које је он добио. Његов углед уништен и надајући се да ће побећи локалним утеривачима дугова, принц Раду је побегао из Беча почетком 1745. године. Његов брат принц Константин је ухапшен следеће године и провео је скоро четрдесет година у затвору.
Након што су напустили Беч, приц Раду и његова супруга принцеза Елизабета д'Естивал путовали су по Европи, а принц Раду је нудио своје услуге разним племићима и још увек заузимао положај великог мајстора. Путовали су у Пруску, Ерфурт, Париз, Венецију, Дрезден, Лајпциг, Франкфурт, а можда и у Рим. Настанили су се у Камјанец-Подилском, у Пољској (данас Украјина), где је принц Раду умро 1761. године.

## Порекло и младост
Принц Раду Кантакузин је рођен у Букурешту 17. марта 1699. године, као најстарији син Стефана Кантакузина, војводе Влашке (1714–1716), и војвоткиње Пауне Гречану-Кантакузин. Принц Раду је припадао румунској аристократској породици Кантакузино, која је тврдила да потиче од породице Кантакузин, утицајне племићке породице у позном Византијском царству. Први пут потврђени крајем XI века, Кантакузини су били међу најбогатијим и најмоћнијим византијским породицама, за кратко време су успели да обезбеде чак и царски престо, док је Јован VI Кантакузин владао као византијски цар од 1347. до 1354. године. Населили су румунске кнежевине (Влашка и Молдавија), где су успели да поново постану утицајни и моћни. У XVII веку, породица је чак почела да достиже владарске положаје, при чему је Шербан Кантакузин (1678–1688), Стефанов стриц, био први изабрани Кантакузин за војводу од Влашке. Стефан је дошао на власт 1714. године, кроз заверу против свог претходника, војводе Константина Бранковеануа (1688–1714).
1716. године, војводу Стефана, заправо османског вазала и кандидата за престо, Османско царство је ухапсило и погубило у Цариграду након што се удружио са принцом Еугеном Савојским, истакнутим генералом у служби Хабзбуршке монархије, који је био ангажован у сталном рату против Османлија. У страху за сопствени живот и животе своје деце, војвоткиња Пауна је побегла у Италију са принцом Радуом и њеним млађим сином принцом Константином Кантакузином, у пратњи Антона Марије Дел Кјароа, који је био секретар Стефановог претходника војводе Константина Бранковеануа. Породица је побегла из Влашке на енглеском броду, стигавши прво на Сицилију, а затим преко Напуља до Рима. Војвоткиња Пауна се надала да би принц Раду могао да пређе у католичанство, што би повећало њихове шансе да добију западноевропску помоћ. Међутим, принц Раду то није учинио. Године 1717. војвоткиња Пауна, принц Раду и принц Константин стигли су у Беч, престоницу Хабзбуршке монархије. Боравећи у близини Корушке капије, у густо насељеном предграђу, војвоткиња Пауна се надала да ће добити признање и подршку Хабзбурга да постави принца Радуа за војводу Влашке. Отприлике у то време, породица се такође упознала са Иноценцију Мику-Клајн, каснијом утицајном румунском верском фигуром. Радуову претензију на Влашку подржао је папа Клемент XI, иако је папа Клемент XI приметио да принц Раду и његова породица нису прешли у католичанство, али су покушаји да се придобије подршка хабзбуршке владе доживели неуспех. У писму принца Еугена Савојског, Карлу VI, цару Светог римског царства, од 26. априла 1717. године, закључено је да је принц Раду сувише млад да би га подржавали као кандидата за Влашку и да би се прикладнији кандидат, ако би се предузео било какав потез да се отме власт над Влашком од Османлија, могао наћи у Ђорђу Кантакузину, сину војводе Шербана Кантакузина.

## Каријера

### Рана каријера
Суочена са мало вероватноће да ће њен син постати владар, војвоткиња Пауна се прво надала да ће послати принца Радуа да проживи свој живот у изгнанству у Холандији, али није успела да то учини. Након преговора са принцом Еугеном Савојским, војвоткиња Пауна је уместо тога успела да обезбеди Радуов улазак у царску војску у пролеће 1718. године, као и пензију од 2.000 флорина. До овог тренутка, принц Раду је прилагодио своје име немачком Рудолф. Неутврђеног датума, војвоткиња Пауна, принц Раду и принц Константин су отпутовали у Русију, где их је цар Петар I Велики ставио под заштиту кнеза Димитрија Кантемира. Боравак у Русији није дуго трајао, јер је кнез Димитрије Кантемир умро 1723. године, а цар Петар I 1725. године. Принц Раду се вратио у Беч 1724. године, пролазећи кроз Пољску, где је забележено његово присуство у септембру 1724. године, војвоткиња Пауна и принц Константин су напустили Русију у мају 1725. године, када јој је Петрова наследница, царица Катарина I, дозволила њену „слободну вољу“.
Пензија исплаћена принцу Раду и принцу Константину није била довољна да издржава њихову пратњу и њихов аристократски начин живота. Године 1725. принц Раду је замолио папу Бенедикта XIII за помоћ, али папски одговор није био ништа друго до речи охрабрења. Принц Раду је такође путовао у Варшаву, где се састао са пољским краљем Августом II Јаким, и у Венецију, тражећи да понуди своје услуге у замену за средства. Принц Раду се вратио у Беч, где је постајао све незадовољнији лошим пребивалиштем породице и њиховом оскудном царском подршком, што се косило са његовом и Константиновом сликом о себи. У јулу 1726. године, принц Раду и принц Константин су написали жалбу принцу Еугену Савојском. У писму су се два брата жалила да због недостатка средстава нису у стању да одрже достојанство свог чина, а да немају ни једну кочију, иако „нису навикли да ходају”. Писмо је имало супротан ефекат од онога чему су се браћа надала. Принц Раду и принц Константин су покушали да повећају своју пензију на 5.000 флорина, али је цар Карло VI уместо тога повукао појединачне бонусе који су раније били додељени браћи.

### Претендент
Суочен са економским проблемима и уоченим губитком достојанства, принц Раду се окренуо неортодоксној методи повећања својих прихода: искоришћавању и преувеличавању славног порекла своје породице. Објављујући велики родослов 1730. године, принц Раду је тврдио да он није био само влашки војвода, већ и један од последњих легитимних потомака византијског цара Јована VI Кантакузина,а преко њега потомак других византијских царских династија, као што су Комнин и Анђели, па чак и античка Константинова династија. По сопственим речима, био је „легитимни потомак великог Константина и других царева“. Принц Раду се прогласио и за поглавара непостојећег витешког реда, „Светог анђелског прослављеног царског реда великог светог мученика Светог Георгија“. Да би нагласио своје наводно царско порекло, узео је неколико ранијих царских имена, проглашавајући се као Јован Рудолф, принцепс Кантакузин Анђел Флавије Комнин. Принц Раду је окупио групу присталица, међу којима су били и други румунски изгнаници, као што је његов саветник Раду Голеску, као и авантуристи, као што је Италијан Ђанбатиста Тедечи. За разлику од многих претходних и каснијих „византијских претендената”, Радуов аристократски и племићки статус није био измишљен, само преувеличан и улепшан.
Године 1735. Радуов статус и достојанство су доживели огроман пораст. Царским декретом издатим 1. фебруара 1735. године, принц Раду је признат за великог мајстора Светог војног Константиновог реда Светог Ђорђа, витешког реда са измишљеним византијским везама, у корист до тада империјално признатог претендента на то место, Ђана Антонија Лезијера,  од кога је Раду очигледно био инспирисан. Лазиер није био забринут због Радуовог покушаја узурпације и наставио је да тражи ту позицију до своје смрти 1738. године. Тадашњи законити велики мајстор реда, Франческо Фарнезе, није одустао од својих захтева нити је признао ни Лезијера ни Кантакузина.
Осим што му је додељено велико мајсторство, документ из 1735. године и формално признаје Радуа као принца, и као „потомка римских царева Истока и Запада“. Поред тврдњи о царском достојанству, влашком кнежевском положају и разним титулама у Румунији, принц Раду је такође полагао право на титуле деспот Пелопонеза и кнез од Тесалије и Македоније, које је иначе користио Лазиер. Није сасвим јасно да ли је царски декрет био аутентичан документ, или је то био  цар Карло VI фалсификовао.Као наводни велики мајстор, принц Раду је имао моћ да додељује титуле и привилегије. Његов најранији познати „корисник“ био је његов дугогодишњи познаник Иноценцију Мику-Клајн, коме је 26. октобра 1735. године, додељена диплома. Царске претензије Радуа повећале су углед браће Кантакузина. У неком тренутку, принц Константин се оженио Аном Шереметевом, руском племкињом, а сам принц Раду се оженио Елизабет д'Естивал, женом из династије Хесен, иако је била ванбрачног порекла и лоше репутације.
Хабзбуршка монархија се проширила на Балкан кроз ратове са Оцманским царством. Године 1718. делови Србије су дошли под хабзбуршку контролу и 1736. године, принцу Радуу је тамо на лични захтев био поверен „илирски пук“ војника. Хабзбуршка влада је прихватила Радуов захтев због страха да би иначе могао да понуди своје услуге негде другде, с обзиром да је Кантакузиново име било утицајно на Балкану и да би његов одлазак из царства могао да изазове „нежељене несташлуке”. Раду је повео своје додељене трупе у битку за Хабзбурге у Италији током рата за пољско наслеђе, пре него што се вратио са њима у Србију. На барјацима Радуовог пука биле су приказане верске личности, као што су Свети Јован Крститељ и Свети Никола, као и животиње, попут лавова или орлова. Користећи своје трупе, а у пратњи свог брата принца Константина, принц Раду је покушао да изведе сумњиву шему да себи обезбеди Влашку, а свом брату Србију. Браћа су можда била умешана у устанак локалних Срба против хабзбуршке власти, од чега су се Кантакузини надали да ће добити корист. Принц Раду је опозван 1740. године након што је оптужен за лоше управљање великом војном јединицом.

### Пад у немилост и каснији живот
До 1744. године, бечка аристократија је почела да сумња у Радуове тврдње. Да је цар Карло VI признао принца Радуа, он у сваком случају више није уживао цареву заштиту с обзиром да је цар Карло VI умро 1740. године. Живећи „неуредним животом“, принц Раду се такође задужио. Гледајући на принца Радуа као на морално и политички сумњивог због његових активности у Србији и притужби утеривача дугова на њега, Карлови наследници, царица Марија Терезија и цар Франц I, укинули су сва права дата принцу Радуу и забранили му да издаје указе и дипломе као „великог мајстора“. Поред осталих фактора, принц Раду је такође сматран неприкладним великим мајстором с обзиром да је у замену за новац давао витешка звања не само племићима, већ и обичним људима и богатим трговцима. Све титуле и привилегије које је принц Раду дао, царица Марија Терезија и цар Франц I су поништили. Радуови захтеви да му се врате права и привилегије су одбијени.Радуова мајка војвоткиња Пауна је такође умрла у Бечу 1744. године.Његова репутација уништена и суочен са знатним дугом, принц Раду је побегао из Беча почетком 1745. године, за длаку избегавши да му се суди за велеиздају. Године 1746. Радуов брат принц Константин и његови следбеници, укључујући племића Влада Босулескуа, ухапшени су под оптужбом за заверу против државе и осуђени на доживотни затвор. Константиново хапшење је вероватно проистекло из Радуових и Константинових сумњивих ранијих активности у Србији. Принц Константин је скоро четрдесет година провео скоро заборављен у затвору, а пуштен је тек 1781. године, након многих молби неких од његових преживелих рођака у Русији. Умро је исте године на путу за Русију.
Након што је напустио Беч, принц Раду је прво отпутовао у Пруску, нудећи своје услуге краљу Фридриху II Великом, али је одбијен на основу његове прошлости. Принц Раду је чак ишао до тога да је молио Фридрихову мајку, краљицу Софију Доротеју од Хановера, да му се дозволи да остане, и покушао је да убеди Прусе да му допусте да им служи на основу своје способности да окупи Румуне и друге балканске прогнанике под својим вођством. Принц Раду и његова супруга принцеза Елизабет провели су остатак живота лутајући по Европи у сиромаштву, избегавајући непријатељске царске власти. После неуспешног пруског подухвата, прво су остали у Ерфурту, где је Раду забележен 1746. године, а затим су отпутовали у Париз 1749. године. Након тога су путовали у Венецију, Дрезден, Лајпциг, Франкфурт, а можда и у Рим. После Франкфурта или Рима, принц Раду и принцеза Елизабет су отпутовали у Пољску. Све време док је био у бекству, принц Раду је наставио да тврди да је велики мајстор: документи у прилог његовој тврдњи о Константиновом реду објављени су у Хамбургу тек 1755. године. Принц Раду је умро у Камјањецу-Подиљском,Пољска (данас Украјина) 1761. године.Сахрањен је у Камјанец-Подилском, где је његов гроб почетком ХХ века поново открио румунски фолклориста и етнограф Теодор Бурада. Принц Раду и принцеза Елизабета јсу имали петоро деце: четири ћерке Леополдина, Цецилија, Марија и Елизабета, све удате за племиће, и син Ђорђе, рођен 1738. године и упокојио се 1771. године, који је служио у хабзбуршкој војсци.
Оцене историчара о принцу Радуу нису биле повољне. Николај Јорга је 1933. године, писао да је принц Раду био „немиран и злобан човек, жељан сваког просјачења и сваке издаје, похлепан за почастима и посебно новцем, који је тако сурово компромитовао славу породице тако блиставог порекла и такве сврхе“.Овидиу Олар је 2014. године, писао да је принц Раду био „спутан околностима, али и да је стално саботиран [својим сопственим] неизмерним поносом“.